# 尾張旭市立西中学校
尾張旭市立西中学校（おわりあさひしりつ にしちゅうがっこう）は、愛知県尾張旭市渋川町にある公立中学校。

## 概要
- 尾張旭市立白鳳小学校校区、尾張旭市立瑞鳳小学校校区、尾張旭市立渋川小学校校区の生徒が通学する[1][2]。

## 沿革
- 1980年（昭和55年）4月 - 尾張旭市立旭中学校から分離し、開校。
- 2019年（令和元年）10月 - 創立40周年記念式典を行う。

## 交通アクセス
- 名鉄瀬戸線印場駅下車、徒歩約20分。
- 名鉄瀬戸線旭前駅下車、徒歩約20分。
- あさぴー号　西ルート「渋川福祉センター西」バス停より徒歩約7分。
- 名古屋市営バス藤丘12号系統「庄中天王」バス停より徒歩約8分。

名古屋市営地下鉄東山線藤が丘駅より「東谷山フルーツパーク」行。

## 周辺施設
- 愛知県立旭野高等学校
- 尾張旭市立渋川小学校
- 尾張旭市立白鳳小学校
- 尾張旭市立瑞鳳小学校
- 尾張旭市立本地原小学校
- 東名高速道路旭バスストップ
- ピアゴ印場店